# IC 3583
IC 3583 è una galassia nana irregolare barrata di tipo magellanico (IBm) situata nella costellazione della Vergine alla distanza di oltre 60 milioni di anni luce dalla Terra.
Fa parte dell'Ammasso della Vergine. È in interazione con un'altra galassia dell'ammasso, M90, formando una coppia di galassie interagenti denominata Arp 76 secondo il catalogo di Halton Arp.
La galassia pur avendo una forma irregolare, presenta al centro una barra di stelle come si rileva in molte galassie a spirale. È possibile che l'azione gravitazionale di M90 abbia impedito a IC 3583 di sviluppare o mantenere una morfologia a spirale.
Ricercatori dell'Università di Leicester hanno studiato in modo particolare le galassie irregolari individuandone due tipi: il tipo I, riferito a galassie isolate che presentano un'ampia quantità di giovani stelle e nubi luminose di gas; il tipo II, a cui appartiene IC 3583, è quello costituito da galassie interagenti la cui reciproca influenza gravitazionale determina una morfologia bizzarra.